# Hans Heinrich Rust
Hans Heinrich Rust (* 21. Januar 1903 in Leipzig; † nach 1962) war ein deutscher Physiker und Ingenieur.

## Leben und Werk
Nach dem Schulbesuch studierte er an der Universität Leipzig und promovierte dort 1932 zum Dr. phil. Er wurde Oberingenieur, Dozent und Baurat an der Ingenieurschule und gleichzeitig Universitätslehrbeauftragter für Elektrotechnik an der Universität Hamburg, wo er ab 1946 einige Jahre Leiter des Technischen Vorlesungswesens war und auch am Institut für Schiffbau wirkte. Seine Forschungsgebiete waren Angewandte Physik, Festkörper-Elektronik und Ultraschall.

## Schriften (Auswahl)
- Dauerversuche mit Stimmgabeln. Taucha-Leipzig 1932.
- Untersuchungen zur Klärung chemischer Wirkungen des Ultraschalls. In: Angewandte Chemie 64 (1953), S. 6 ff.
- Ultraschallbildwandlung mittels thermisch bewirkten Farbumschlags. In: Angewandte Chemie 64 (1953), S. 11 ff.
- (mit Uwe Pommerening): Eigenfrequenzanregung luftgefüllter Körperhöhlen. In: Archiv für physikalische Therapie, Balneologie und Klimatologie. 1954, S. 442 ff.
- (mit Joachim Krohn): Piezoelektrische Kraftmessung. 1955.
- Das Kräftespiel zwischen Festland und See an der schleswig – holsteinischen Ostseeküste. In: Die Umschau 54 (1954), S. 175 f.
- Akustische Meß- und Übertragungstechnik in Wasser, Boden und Luft, Teil I. In: Technisches Messen, 1962, Heft Juni.
- Akustische Meß- und Übertragungstechnik in Wasser, Boden und Luft, Teil II. In: Technisches Messen, 1962, Heft Juli, S. 145–147.
- Schaltanordnung zur Funkenerosion mit schwingender Elektrode und mit durch Wechselstrom aufgeladenem Speicher. In: Schweißen und Schneiden 14 (1962).